# 北バージニア軍
北バージニア軍（Army of Northern Virginia）は、南北戦争東部戦線において南軍の主力となって戦った軍で、アメリカ連合国北バージニア軍管区（Department of Northern Virginia）に属する野戦軍である。多くの戦闘で北軍主力であるポトマック軍と戦った。

## 結成

ボーリガードがデザインした北バージニア軍の軍旗

「北バージニア」軍という名称は、第一には作戦を担当した地域を表す。当時の南軍の「軍」の大部分が、担当地域を軍の名称としていた。当初の名称はポトマック軍であり、北バージニアにあった全ての部隊を統合して1861年6月20日に設立された。7月20日と21日にシェナンドー軍とハーパーズ・フェリー小軍管区（District of Harpers Ferry）の部隊が加わった。北西部軍（Army of the Northwest）からの部隊も1862年3月14日から17日の間にポトマック軍に加わった。3月14日に、ポトマック軍は北バージニア軍に名称変更された。1862年4月12日には半島軍（Army of the Peninsula）も統合された。
ロバート・E・リーの伝記作家であるダグラス・フリーマン（Douglas S. Freeman）によると、北バージニア軍の名称が正式なものとなったのは、リーが軍司令官に就任した1862年6月1日のことであった。しかしながら、フリーマンはリーと彼の前任者であるジョセフ・ジョンストンの通信において、それ以前に北バージニア軍という呼称を用いていることを認めている。このような混乱があるのは、ジョンストンが1861年10月22日に北バージニア軍管区（Department of Northern Virginia）の司令官に就任しており、非公式ではあるが軍管区の名前から北バージニア軍の名前が使われていたためである。アメリカ連合国大統領であるジェファーソン・デイヴィスとジョンストンはこの名前を採用しなかったが、3月14日の組織とリーが司令官となった6月1日の組織は同じものであり、現在においては通常3月14日に遡って北バージニア軍の名前を使用している。
バージニア州の連隊に加え、北バージニア軍には連合国各州の連隊、ジョージア州、テキサス州、アーカンソー州のような遠方の州の連隊も加わった。この中で最もよく知られているのは、テキサス旅団（Texas Brigade）であり、第1、第4、第5テキサス連隊と第3アーカンソー連隊から構成されていた。テキサス旅団は多くの戦場で武勲を上げ、特にゲティスバーグの戦いのデビルズ・デン（Devil's Den）が有名である。第50ジョージア志願兵歩兵連隊（50th Georgia Volunteer Infantry）が、ジョージア州から加わった最も著名な連隊である。

## P・G・T・ボーリガード司令官時代

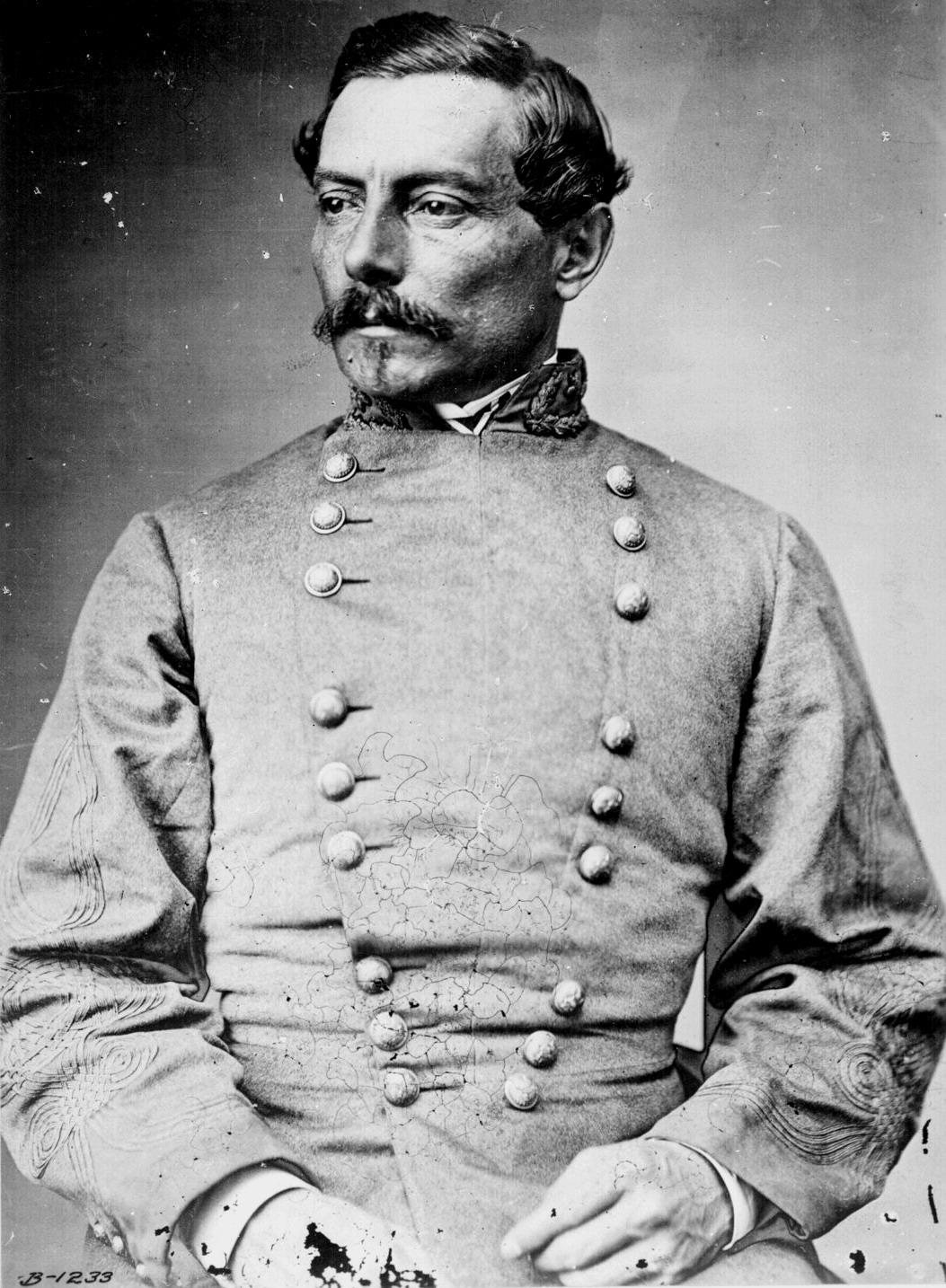
P. G. T. ボーリガード将軍

北バージニア軍（当時はポトマック軍）の初代司令官はP・G・T・ボーリガードで、1861年6月20日から7月20日までの1ヶ月間だけその任にあった。彼の軍は6個旅団で構成されており、いくつかの民兵やそれ以前のアレクサンドリア軍管区（Department of Alexandria）からの砲兵部隊も含まれていた。ボーリガードが軍司令官だった間に、ポトマック軍の軍旗が決められ、後には北バージニア軍傘下の軍団や部隊全ての軍旗となった。当初の南軍の「スターズ・アンド・バーズ」は北軍の「スターズ・アンド・ストライプス」と見分けがつきにくく、このため新しい軍旗が決められたものである。7月20日にジョセフ・ジョンストンのシェナンドー軍が加わると、ボーリガードは軍司令官をジョンストンに譲った。従来のポトマック軍は第1軍団となり、ボーリガードはその軍団長となった。翌7月21日、南北戦争最初の大会戦となった第一次ブルランの戦いが発生し、ジョンストンとボーリガードはこれに勝利した。

## ジョンストン司令官時代

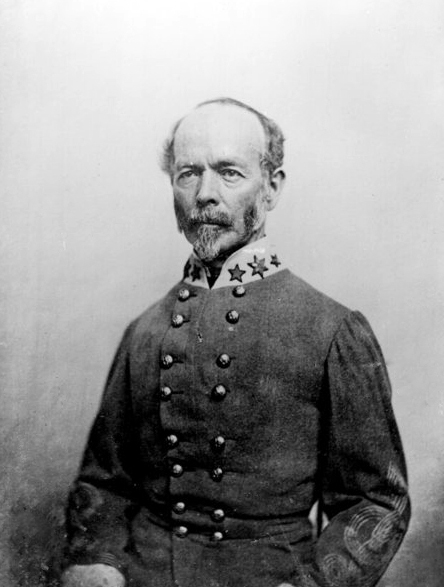
ジョセフ・ジョンストン将軍

ポトマック軍とシャナンドー軍の統合により、1861年7月20日からジョセフ・ジョンストンが軍司令官となり、1862年5月31日までその職を務めた。

### ジョンストン時代に結成された軍団
- ポトマック軍第1軍団：ボーリガード大将（1861年7月21日昇進）
- ポトマック軍第2軍団：グスタヴス・ウッドソン・スミス少将

ジョンストンを軍司令官として、ポトマック軍は直ちに第一次ブルランの戦いを戦い、これに勝利した。10月22日、北バージニア軍管区が正式に設立された。軍管区は以下の3つの小軍管区（District）で構成されていた。
- アクイア小軍管区（Aquia District）
  - 初代司令官：テオフィラス・ホームズ（Theophilus H. Holmes）少将
  - 存続期間：1861年10月22日 - 1862年4月18日
- ポトマック小軍管区（Potomac District）
  - 初代司令官：P・G・T・ボーリガード大将
  - 存続期間：1861年10月22日 - 1862年1月29日
- バレー（シェナンドー渓谷）小軍管区（Valley District）
  - 初代司令官：ストーンウォール・ジャクソン少将
  - 存続期間：1861年10月22日 - 1865年4月9日

アクイアとポトマック小軍管区は1862年春までに消滅したが、シェナンドー渓谷には戦争の期間を通じて軍組織を維持する必要があったため、バレー小軍管区は戦争終了まで存続した。
1862年4月、ノーフォーク軍管区と半島軍管区が北バージニア軍管区に統合・拡大された。1862年春、ジョージ・マクレラン少将率いる北軍ポトマック軍の半島方面作戦が開始されると、ジョンストンはアメリカ連合国の首都であるバージニア州リッチモンド防衛のため、北バージニア軍を南方に移動させざるを得なくなった。ジョンストンは防衛戦術を取りながら北軍の侵攻を遅滞させたが、5月31日のセブンパインズの戦いで重傷を負った。

## スミス臨時司令官
5月31日にジョンストンが負傷・入院し軍の指揮をとれなくなったため、予備部隊の指揮官であったグスタヴス・ウッドソン・スミス少将が臨時の軍司令官になった。しかしながら、翌日にデイヴィス大統領の命令で、ロバート・リー大将が軍司令官に就任した。

## リー司令官時代

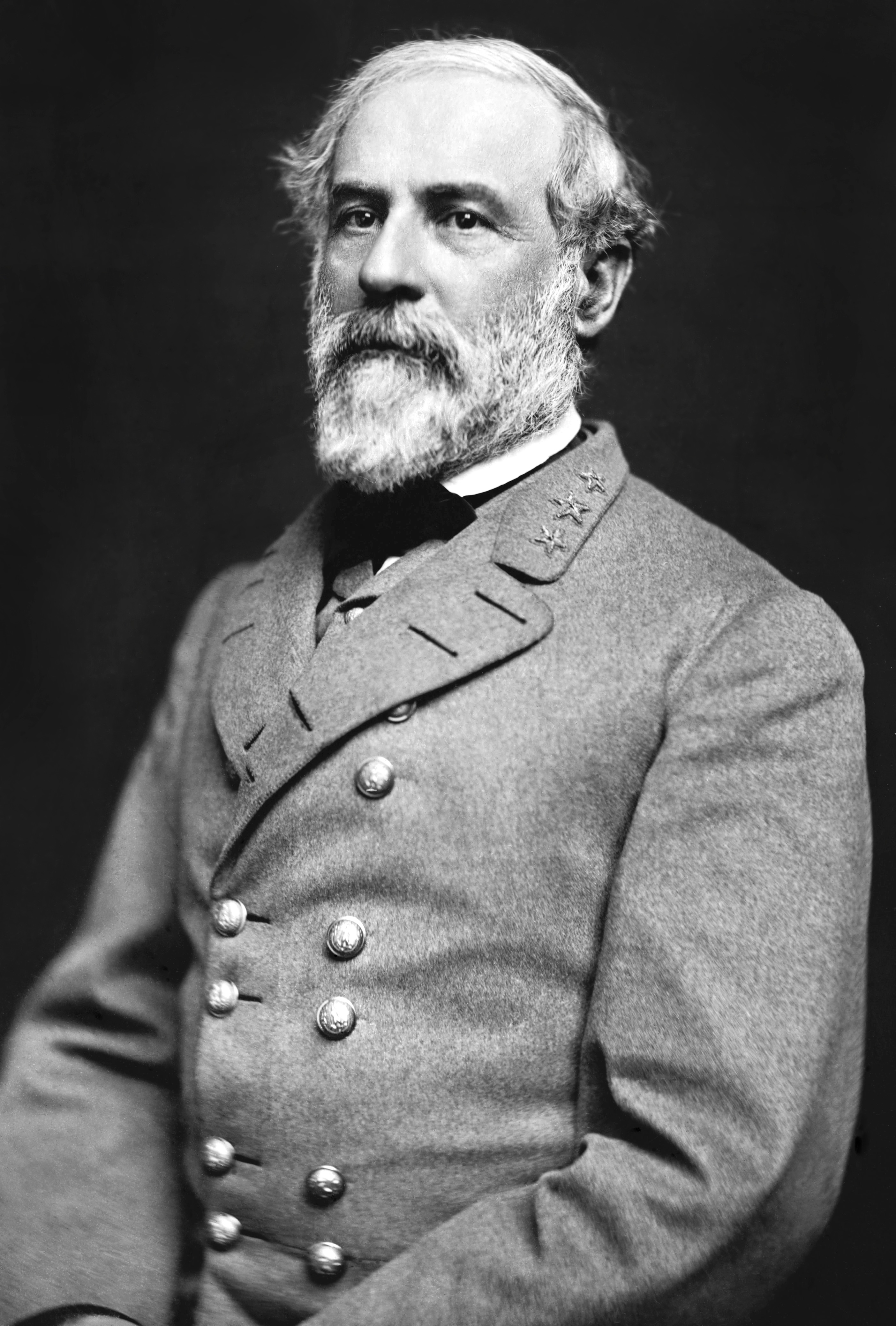
ロバート・E・リー大将

フレデリックスバーグの戦い時の北バージニア軍戦闘序列（1862年12月）

荒野の戦い時の北バージニア軍戦闘序列（1864年5月5日-7日）

1862年6月1日、最も有名であり、かつ最後の軍司令官となったロバート・E・リー大将が負傷したジョンストンに代わって軍司令官を引き継いだ。最初の1年間、リーには2人の主要な部下がいた。右翼の指揮官であるジェイムズ・ロングストリート中将と左翼の指揮官であるストーンウォール・ジャクソン中将である。11月6日に、この2つの翼は第1軍団（ロングストリート）と第2軍団（ジャクソン）に名称が変更された。チャンセラーズヴィルの戦いでジャクソンが戦死した後の1863年5月30日、リーは北バージニア軍を3個軍団に再編した。ロングストリートの第1軍団、リチャード・イーウェル中将の第2軍団、A・P・ヒル中将の第3軍団である。1864年10月19日に、リチャード・H・アンダーソン中将の第4軍団が加わったが、1865年4月8日には第4軍団は第2軍団に統合された。第1～第3軍団の軍団長は、1864年から1865年にかけて頻繁に交替した。騎兵軍団はJ・E・B・スチュアート少将が指揮した。騎兵軍団の設立は1862年8月17日で、1864年5月11日（スチュワートが瀕死の重傷を負った日）に廃止され、騎兵部隊は軍直轄となった。予備砲兵部隊はウィリアム・ペンドルトン准将が指揮官を務めた。

### リー司令官時代に編成された軍団
北バージニア軍の兵力は拡大と縮小を繰り返したが、基本的には以下の構成であった。軍団は、「翼」や「コマンド」と呼ばれることもあった。
- 第1軍団
- 第2軍団
- 第3軍団
- 第4軍団、アンダーソン軍団と呼ばれることもある
- 騎兵軍団

## 作戦及び戦闘
北バージニア軍が参加した主たる作戦・戦闘は以下のとおりである。
| 作戦                                   | 年          | 作戦開始時の兵力 | 戦闘                                                           |
| -------------------------------------- | ----------- | ---------------- | -------------------------------------------------------------- |
| 半島方面作戦                           | 1862年      | 55,633           | セブンパインズ（フェアオークス）                               |
| 七日間の戦い                           | 1862年      | 約92,000         | ゲインズミル、マルバーンヒル                                   |
| 北バージニア方面作戦                   | 1862年      | 約54,000         | 第二次ブルラン                                                 |
| メリーランド方面作戦                   | 1862年      | 約60,000         | アンティータム                                                 |
| フレデリックスバーグ方面作戦           | 1862年      | 約75,000         | フレデリックスバーグ                                           |
| チャンセラーズヴィル方面作戦           | 1863年      | 約75,000         | チャンセラーズヴィル                                           |
| ゲティスバーグ方面作戦                 | 1863年      | 75,054           | ゲティスバーグ                                                 |
| ブリストー方面作戦                     | 1863年      | 55,221           |                                                                |
| マイン・ランの戦い                     | 1863年      | 約50,000         |                                                                |
| オーバーランド方面作戦                 | 1864年      | 62,230           | 荒野の戦い、スポットシルバニア・コートハウス、コールドハーバー |
| リッチモンド・ピータースバーグ方面作戦 | 1864年–65年 | 82,633           | ピーターズバーグ攻撃、クレーター、ステッドマン砦               |
| アポマトックス方面作戦                 | 1865年      | 約50,000         | ファイブフォークス、アポマトックス・コートハウス               |

1865年4月9日、アポマトックス・コートハウスにおいてリー大将が北軍ユリシーズ・グラント中将への降伏文書に署名し、北バージニア軍がポトマック軍に降伏したことにより、南北戦争は実質的に終了した。翌日、リーは北バージニア軍に対する告別の辞を出している。

## 歴史

### 1861年10月22日創立時の編成

Battleflag made out of silk from November, 1861

北バージニア軍管区は1861年10月22日に成立した。軍司令官は ジョセフ・ジョンストン大将で、軍管区は3個の小軍管区から構成されていた。
軍司令官：ジョセフ・ジョンストン大将
| 小軍管区           | 師団    | 旅団               | 指揮官                             |
| ------------------ | ------- | ------------------ | ---------------------------------- |
| ポトマック小軍管区 |         |                    | P・G・T・ボーリガード大将          |
|                    | 第1師団 |                    | アール・ヴァン・ドーン少将         |
|                    | 第2師団 |                    | グスタヴス・ウッドソン・スミス少将 |
|                    | 第3師団 |                    | ジェイムズ・ロングストリート少将   |
|                    | 第4師団 |                    | エドマンド・カービー・スミス少将   |
| アクイア小軍管区   |         |                    | Theophilus H. Holmes少将           |
|                    |         | フレンチ旅団       | Samuel Gibbs French准将            |
|                    |         | 第2旅団            | John G. Walker准将                 |
| バレー小軍管区     |         |                    | ストーンウォール・ジャクソン少将   |
|                    |         | ガーネット旅団     | リチャード・ガーネット准将         |
|                    |         | アシュビー騎兵旅団 | ターナー・アシュビー大佐           |

1862年2月28日の実兵員数は47,617人であった。砲兵は砲兵軍団として組織され、109門の大砲を保有していた。

### 1862年4月30日の編成

Battleflag made of wool, 1862

北バージニア軍の名前が最初に使用されたのは、1862年4月12日の「バージニア小軍管区」と「ノフォーク小軍管区」に対して出された、指揮系統に関する命令においてであった。4月30日時点での軍の編成は以下のとおりであった。
軍司令官：ジョセフ・ジョンストン大将
| 翼     | 師団           | 旅団                     | 指揮官                             |
| ------ | -------------- | ------------------------ | ---------------------------------- |
| 右翼   |                |                          | ジョン・マグルーダー少将           |
|        | マクローズ師団 |                          | ラファイエット・マクローズ准将     |
|        | トゥームズ准将 |                          | ロバート・トゥームズ准将           |
|        |                | イーウェル旅団           | B. S. Ewell大佐                    |
| 中央翼 |                |                          | ジェイムズ・ロングストリート少将   |
|        |                | A・P・ヒル旅団           | A・P・ヒル准将                     |
|        |                | アンダーソン旅団         | リチャード・H・アンダーソン准将    |
|        |                | コルストン旅団           | Raleigh E. Colston准将             |
|        |                | ピケット旅団             | ジョージ・ピケット准将             |
|        |                | ウィルコックス旅団       | カドマス・M・ウィルコックス准将    |
|        |                | プライア旅団             | John A. Winston准将                |
| 左翼   |                |                          | D・H・ヒル少将                     |
|        | アーリー師団   |                          | ジュバル・アーリー准将             |
|        |                | アーリー旅団             | ジュバル・アーリー准将             |
|        |                | ローズ旅団               | Robert E. Rodes准将                |
|        | レインズ師団   |                          | Gabriel J. Rains准将               |
|        |                | レインズ旅団             | Gabriel J. Rains准将               |
|        |                | フェザーストン旅団       | Winfield S. Featherston准将        |
|        |                | グローセスター・ポイント | harles A. Crump大佐                |
| 予備   |                |                          | グスタヴス・ウッドソン・スミス少将 |
|        |                | ホワイティング旅団       | W・H・C・ホワイティング准将        |
|        |                | フッド旅団               | ジョン・ベル・フッド准将           |
|        |                | コールストン旅団         | Raleigh E. Colston准将             |
|        |                | ハンプトン旅団           | ウェイド・ハンプトン大佐           |
|        |                | アンダーソン旅団         | Samuel R. Anderson准将             |
|        |                | ペティグルー旅団         | ジョンストン・ペティグルー准将     |
|        |                | 騎兵旅団                 | J・E・B・スチュアート准将          |

半島方面作戦に開始時点において、北バージニア軍は55,663人の兵を有していた。大砲は各旅団に配備されると同時に予備砲兵部隊として編成された。シェナンドー渓谷にあったストーンウォール・ジャクソンの軍団も、北バージニア軍の指揮下に入った。但し、半島方面作戦と並行して、ジャクソンは彼自身の作戦を実施中であり、直接リーの指揮下にはなかったため、上の表にはジャクソン隷下の3個師団は含まれていない。
軍の編成は作戦開始後直ぐに不適切であることが判明した。7日間の戦いの前に、指揮権を集中するために、軍団に似た形に編成がなされた。この戦いでは、軍はジャクソンとマグルーダーの2個軍団（それぞれ4個師団および3個師団編成）と、3個師団（5－6個旅団編成）に再編された。また、ノースカロライナ小軍管区と予備砲兵（6個砲兵大隊）および騎兵旅団（6個騎兵連隊）が軍の直轄となった。軍の定数は約90,000となったが、管理記録がほとんど残っていないため、実兵力は不明である。

### 北バージニア方面作戦時の編成
7日間の戦いでの軍の編成では、未だに指揮系統上の問題で苦しんだ。このため、リー大将は北バージニア軍を再度分割し、軍団制度に類似した組織とし、それぞれ「右翼」および「左翼」と命名した。1862年8月28日の編成は以下のとおりであった。
軍司令官：ロバート・E・リー大将
| 翼       | 師団               | 旅団・支援部隊              | 指揮官                           |
| -------- | ------------------ | --------------------------- | -------------------------------- |
| 右翼     |                    |                             | ジェイムズ・ロングストリート少将 |
|          | 直轄               | 3個砲兵大隊                 |                                  |
|          | アンダーソン師団   | 3個旅団                     | リチャード・アンダーソン少将     |
|          | ジョーンズ師団     | 3個旅団                     | David Rumph Jones准将            |
|          | ウィルコックス師団 | 3個旅団/2個砲兵中隊         | カドマス・M・ウィルコックス准将  |
|          | フッド師団         | 2個旅団 / 1個砲兵大隊       | ジョン・ベル・フッド准将         |
|          | ケンパー師団       | 3個旅団                     | ジェイムズ・ケンパー准将         |
|          |                    | エヴァンズ旅団/ 1個砲兵中隊 | Nathan George Evans准将          |
| 左翼     |                    |                             | ストーンウォール・ジャクソン少将 |
|          | ジャクソン師団     | 4個旅団 / 1個砲兵連隊       | William B. Taliaferro准将        |
|          | ヒル軽師団         | 6個旅団 / 1 個砲兵連隊      | A・P・ヒル少将                   |
|          | イーウェル師団     | 4個旅団 / 1個砲兵連隊       | リチャード・イーウェル少将       |
| 騎兵師団 |                    | 3 個騎兵旅団 / 1個砲兵中隊  | J・E・B・スチュアート少将        |

予備砲兵部隊は、2個砲兵連隊と2個砲兵大隊で構成されていた。これらの部隊は北バージニア方面作戦の間リッチモンド近郊にあり、1862年9月3日に軍本体に合流した。A.P.ヒル少将の師団も北軍ジョージ・マクレランをできるだけ長く引きつけておくため、リッチモンドの東側で待機していた。北軍ポトマック軍がジョン・ポープのバージニア軍支援のために移動することが明確となった時点で、リーはヒル師団に北方へ移動するように命令した。しかし、ヒル師団は北バージニア方面作戦での戦闘に加わることはなかった。作戦を通じて、約54,000の兵が従軍した。

### メリーランド方面作戦時の編成

Battleflag made from wool, 1863

北バージニア軍は第二次ブルランの戦いに勝利したが、その損失をメリーランド方面作戦開始前に補充する必要があった。軍の組織を根本から変える必要は無かったが、リーは幾つかの師団・旅団の入れ替えを行い、また追加された戦力もあった。各「翼」は正式に「軍団」と呼ばれることとなった。メリーランド方面作戦時の北バージニア軍の編成は以下のとおりであった
軍司令官：ロバート・E・リー大将
| 軍団                            | 師団             | 旅団・支援部隊             | 指揮官                           |
| ------------------------------- | ---------------- | -------------------------- | -------------------------------- |
| ロングストリート軍団（第1軍団） |                  |                            | ジェイムズ・ロングストリート中将 |
|                                 | 直轄             | 2個砲兵大隊                |                                  |
|                                 | アンダーソン師団 | 6個旅団 / 1個砲兵大隊      | リチャード・アンダーソン少将     |
|                                 | ジョーンズ師団   | 6個旅団 / 4個砲兵中隊      | David Rumph Jones准将            |
|                                 | マクローズ師団   | 4個旅団 / 1個砲兵大隊      | ラファイエット・マクローズ少将   |
|                                 | フッド師団       | 2個旅団 / 1個砲兵大隊      | ジョン・ベル・フッド准将         |
|                                 | ウォーカー師団   | 2個旅団 / 2個砲兵中隊      | John G. Walker准将               |
|                                 |                  | エバンス旅団 / 1個砲兵中隊 | Nathan George Evans准将          |
| ジャクソン軍団（第2軍団）       |                  |                            | ストーンウォール・ジャクソン中将 |
|                                 | ジャクソン師団   | 4個旅団 / 1個砲兵連隊      | John R. Jones准将                |
|                                 | ヒル軽師団       | 6個旅団 / 1個砲兵連隊      | A・P・ヒル少将                   |
|                                 | ヒル師団         | 5個旅団 / 1個砲兵大隊      | D・H・ヒル少将                   |
|                                 | イーウェル師団   | 4個旅団 / 1個砲兵連隊      | Alexander R. Lawton准将          |
| 騎兵師団                        |                  | 3個騎兵旅団 / 3個砲兵大隊  | J・E・B・スチュアート少将        |
| 予備砲兵                        |                  | 4個大隊 / 5個砲兵中隊      | ウィリアム・ペンドルトン准将     |

4個ないし5個師団から個性される軍団制度は、全体的な指揮を容易にし概ね上手くいった。リーはアンティータムの戦いの前から、全体の構成をスリム化することを考えていたが、指揮官の変更は意図していなかった。アメリカ連合国議会は軍団の設立を承認し、ジェファーソン・デイヴィス大統領は議会の承認を確認し、ロングストリートとジャクソンを中将に昇進させた。リーはこの変更を1862年11月6日に、特別命令234号として出している。メリーランド方面作戦には約60,000の兵が参加した。

### 1863年5月30日から1865年4月9日までの編成
1863年5月10日、チャンセラーズヴィルの戦いでジャクソンが戦死したため、リーは軍団をさらに分割した。デイヴィス大統領は特別命令第146号で、北バージニア軍の再編を承認した。
軍司令官：ロバート・E・リー大将
| 軍団/独立部隊    | 師団             | 旅団/支援部隊             | 指揮官                           |
| ---------------- | ---------------- | ------------------------- | -------------------------------- |
| 第1軍団          |                  |                           | ジェームズ・ロングストリート中将 |
|                  | ピケット師団     | 3個旅団 / 1個砲兵大隊     | ジョージ・ピケット少将           |
|                  | マクローズ師団   | 4個旅団 / 1個砲兵大隊     | ラファイエット・マクローズ少将   |
|                  | フッド師団       | 4個旅団 / 1個砲兵大隊     | ジョン・ベル・フッド少将         |
| 第2軍団          |                  |                           | リチャード・イーウェル中将       |
|                  | アーリー師団     | 4個旅団 / 1個砲兵大隊     | ジュバル・アーリー少将           |
|                  | ジョンソン師団   | 4個旅団 / 1個砲兵大隊     | エドワード・ジョンソン少将       |
|                  | ローズ師団       | 5個旅団 / 1個砲兵大隊     | ロバート・ローズ少将             |
| 第3軍団          |                  |                           | A.P.ヒル中将                     |
|                  | アンダーソン師団 | 5個旅団 / 1個砲兵大隊     | リチャード・アンダーソン少将     |
|                  | ヒース師団       | 4個旅団 / 1個砲兵大隊     | ヘンリー・ヒース少将             |
|                  | ペンダー師団     | 4個旅団 / 1個砲兵大隊     | William Dorsey Pender少将        |
| 騎兵師団         |                  | 6個騎兵旅団 / 1個砲兵大隊 | J・E・B・スチュアート少将        |
| 砲兵予備         |                  | 6個砲兵大隊               | ウィリアム・ペンドルトン准将     |
| インボーデン部隊 |                  | 1個旅団 / 1個砲兵中隊     | John D. Imboden准将              |

ゲティスバーグ方面作戦中、リーは砲兵予備部隊の砲兵大隊を各軍団の直轄とした。ゲティスバーグの戦い時の北バージニア軍の兵力あ75,054人であった。
ゲティスバーグの戦いでは、軍は241門以上の大砲を出動させた。作戦終了後、各砲兵大隊は再び予備部隊に戻された。
9月9日、リー大将は第一軍団をブラクストン・ブラッグのテネシー軍（Army of Tennessee）に派遣しなければならなくなった。この後、軍団は再び分割されたが、その変更は大きなものではなく、騎兵部隊の組織だけが大きく変わった。
軍司令官：ロバート・E・リー大将
| 軍団/独立部隊            | 師団               | 旅団/支援部隊         | 指揮官                       |
| ------------------------ | ------------------ | --------------------- | ---------------------------- |
| II Corps                 |                    |                       | リチャード・イーウェル中将   |
|                          | 直轄               | 5個砲兵大隊           |                              |
|                          | アーリー師団       | 4個旅団               | ジュバル・アーリー少将       |
|                          | ジョンソン師団     | 4個旅団               | エドワード・ジョンソン少将   |
|                          | ローズ師団         | 5個旅団               | ロバート・ローズ少将         |
| 第3軍団                  |                    |                       | A・P・ヒル中将               |
|                          | 直轄               | 5個砲兵大隊           |                              |
|                          | アンダーソン師団   | 5個旅団               | リチャード・アンダーソン少将 |
|                          | ヒース師団         | 4個旅団               | ヘンリー・ヒース少将         |
|                          | ウィルコックス師団 | 4個旅団               | カムダス・ウィルコックス少将 |
| 騎兵軍団                 |                    |                       | J・E・B・スチュワート少将    |
|                          | 直轄               | 1個砲兵大隊           |                              |
|                          | ハンプトン師団     | 2個騎兵旅団           | ウェイド・ハンプトン少将     |
|                          | リー師団           | 3個旅団               | フィッツヒュー・リー少将     |
| 予備砲兵                 |                    | 2個砲兵大隊           | ウィリアム・ペンドルトン少将 |
| シェナンドー渓谷小軍管区 |                    | 1個旅団 / 1個砲兵大隊 | ジョン・インボーデン准将     |
| クック旅団               |                    |                       | John R. Cooke准将            |

軍の総兵力は55.221人となった。1863年12月31日までの組織の変更は僅かであり、クック旅団がヒース師団の指揮下に入り、ハンプトン師団に騎兵1個旅団が追加され、第3軍団に砲兵大隊が追加された程度出会った。インボーデンはシェナンドー渓谷に留まり、その後アーリー少将がシェナンドー渓谷小軍管区を引き継いだ。12月31日時点での総兵力は54,715人となった。
その後戦争終了まで、北バージニア軍の組織に変更はなかった。軍の下には幾つかの軍団があり、各軍団は複数の師団から構成されていた。軍の兵力は最初の6ヶ月間で、46,380人から62,230人に増加した。7月には、ノースカロライナとリッチモンドの防衛の担当となった。リッチモンド・ピータースバーグ方面作戦では、軍の兵力は一時的に82,633人まで増加したが、軍の一部はシェナンドー渓谷にあったアーリー中将の指揮下にあった。
1864年、北バージニア軍はオーバーランド方面作戦、アーリーのボルティモア・アンド・オハイオ鉄道に対する襲撃、リッチモンド・ピータースバーグ方面作戦、シェナンドー渓谷方面作戦で、2倍以上の兵力を有する北軍のポトマック軍、ジェームズ軍、シェナンドー軍と戦った。1865年1月31日の編成では、69,659人の兵力を有していたものの、少なく見ても4,500人程度には銃が支給されていなかった。
軍司令官：ロバート・E・リー大将
| 軍団/独立部隊            | 師団               | 旅団/支援部隊            | 指揮官                           |
| ------------------------ | ------------------ | ------------------------ | -------------------------------- |
| 第1軍団                  |                    |                          | ジェームズ。ロングストリート中将 |
|                          | 直轄               | 6個砲兵大隊              |                                  |
|                          | ピケット師団       | 4個旅団                  | ジョージ・ピケット少将           |
|                          | フィールド師団     | 5個旅団                  | Charles W. Field少将             |
|                          | カーショウ師団     | 4個旅団                  | Joseph B. Kershaw少将            |
| 第2軍団                  |                    |                          | ジョン・B・ゴードン少将          |
|                          | 直轄               | 4個砲兵大隊              |                                  |
|                          | アーリー師団       | 3個旅団                  | John Pegram准将                  |
|                          | ゴードン師団       | 3個旅団                  | Clement A. Evans准将             |
|                          | ローズ師団         | 4個旅団                  | Bryan Grimes准将                 |
| 第3軍団                  |                    |                          | A・P・ヒル中将                   |
|                          | 直轄               | 7個砲兵大隊              |                                  |
|                          | マホーン師団       | 5個旅団                  | ウィリアム・マホーン少将         |
|                          | ヒース師団         | 4個旅団                  | ヘンリー・ヒース少将             |
|                          | ウィルコックス師団 | 4個旅団                  | カドマス・ウィルコックス少将     |
| アンダーソン軍団         |                    |                          | リチャード・アンダーソン中将     |
|                          | 直轄               | 4個砲兵大隊              |                                  |
|                          | ジョンソン師団     | 4個旅団                  | Bushrod Johnson少将              |
| シェナンドー渓谷小軍管区 |                    | 6個砲兵大隊              | ジュバル・アーリー少将           |
|                          | ワートン師団       | 3個歩兵連隊・1個騎兵連隊 | John A. Wharton准将              |
| 騎兵軍団                 |                    |                          | ウェイド・ハンプトン少将         |
|                          | 直轄               | 3個砲兵大隊              |                                  |
|                          | リー師団           | 3個旅団                  | W・H・F・リー准将                |

1865年4月2日のA・P・ヒル中将の戦死後、第3軍団は解散し第1軍団に統合された。4月9日、リー大将は降伏した。翌日、北バージニア軍兵士・士官の不屈の勇気に感謝を述べ、一般命令第9号によって北バージニア軍は解散した。4月10日にこの解散の辞を受けた兵士は、28,231名であった。

## 参考資料
- Eicher, John H., and Eicher, David J., Civil War High Commands, Stanford University Press, 2001, ISBN 0-8047-3641-3.
- Freeman, Douglas S., R. E. Lee, A Biography (4 volumes), Scribners, 1934.
- Freeman, Douglas S. R. E. Lee. A Biography. 4. Bde., Charles Scribner's Sons, New York und London 1934f. online here
- Freeman, Douglas S. Lee's Lieutenants. A Study in Command. 3 Bde., Scribners, New York 1942–1944.
- Katcher, Philip R. N. & Youens, Michael: The Army of Northern Virginia - Osprey Verlag 1975 Men at Arms Series Book Nr. 37 - ISBN 0-85045-210-4
- Katcher, Philip R. N. & Volstad Ron: American Civil War Armies 1 - Confederate Troops - Osprey Verlag 1986 Men at Arms Series Book Nr. 170 - ISBN 0-85045-679-7
- Katcher, Philip R. N. & Volstad Ron: American Civil War Armies 3 - Specialist Troops - Osprey Verlag 1987 Men at Arms Series Book Nr. 179 - ISBN 0-85045-722-X
- United States. War Dept.: The War of the Rebellion: a Compilation of the Official Records of the Union and Confederate Armies. Govt. Print. Off., Washington 1880–1901, online here.

## 追加資料
- “A Small but Spartan Band: The Florida Brigade in Lee’s Army of Northern Viginia, by Zack C. Waters and James C. Edmonds, 2010, published by the University of Alabama Press